# Équipe du Timor oriental de football
Cet article traite de l'équipe masculine. Pour l'équipe féminine, voir Équipe du Timor oriental féminine de football.
Maillots
Actualités
L'équipe du Timor oriental de football est une sélection des meilleurs joueurs est-timorais sous l'égide de la Fédération du Timor oriental de football.

## Histoire
Le Timor oriental est membre de la FIFA depuis 2005.
Lors des éliminatoires de la Coupe du monde 2018, le Timor oriental franchit pour la première fois de son histoire le premier tour préliminaire en battant la Mongolie. Mais en janvier 2017, les résultats obtenus entre 2012 et 2016 sont invalidés en raison de joueurs étrangers alignés frauduleusement dans l’équipe nationale, du même coup, le Timor oriental est d’ores et déjà exclu de l’édition 2023 de la Coupe d'Asie des nations de football.

## Sélection actuelle
Les joueurs suivants ont été appelés pour jouer un match contre Brunei en tant que tour préliminaire de l'AFF Suzuki Cup 2022.
Gardiens
- Junildo Manuel de Castro Pereira
- Filonito Rodrigues Pereira Nogueira
- Natalino Soares

Défenseurs
- Almerito Aleixo da Silva
- Juvito Moniz
- Candido Oliveira
- Olagar Xavier
- Yohanes Gusmão
- João Bosco
- Pedro Vicente

Milieux
- Jhon Firth
- Kornelis Nahak
- José Pereira
- Marito dos Santos

Attaquants
- Elias Mesquita
- Zenivio
- Anizo Correia
- João Pedro
- Mouzinho
- Mário Quintão
- Alexandro Kefi

## Classement FIFA
| Année              | 2006 | 2007 | 2008 | 2009 | 2010 | 2011 | 2012 | 2013 | 2014 | 2015 | 2016 | 2017 | 2018 | 2019 | 2020 | 2021 | 2022 | 2023 | 2024 |
| ------------------ | ---- | ---- | ---- | ---- | ---- | ---- | ---- | ---- | ---- | ---- | ---- | ---- | ---- | ---- | ---- | ---- | ---- | ---- | ---- |
| Classement mondial | 198  | 201  | 197  | 200  | 201  | 205  | 182  | 190  | 185  | 170  | 191  | 191  | 196  | 196  | 197  | 196  | 197  | 200  | 197  |

## Palmarès

### Parcours enCoupe du monde
| Année | Position     |      | Année        | Position |                   | Année | Position |
| 1930  | Non inscrite | 1974 | Non inscrite | 2010     | Tour préliminaire |       |          |
| 1934  | Non inscrite | 1978 | Non inscrite | 2014     | Tour préliminaire |       |          |
| 1938  | Non inscrite | 1982 | Non inscrite | 2018     | Tour préliminaire |       |          |
| 1950  | Non inscrite | 1986 | Non inscrite | 2022     | Tour préliminaire |       |          |
| 1954  | Non inscrite | 1990 | Non inscrite | 2026     | Tour préliminaire |       |          |
| 1958  | Non inscrite | 1994 | Non inscrite | 2030     | À venir           |       |          |
| 1962  | Non inscrite | 1998 | Non inscrite | 2034     | À venir           |       |          |
| 1966  | Non inscrite | 2002 | Non inscrite |          |                   |       |          |
| 1970  | Non inscrite | 2006 | Non inscrite |          |                   |       |          |

### Parcours enCoupe d'Asie
| Année | Position     |      | Année             | Position |                        | Année | Position |
| 1956  | Non inscrite | 1984 | Non inscrite      | 2011     | Non inscrite           |       |          |
| 1960  | Non inscrite | 1988 | Non inscrite      | 2015     | Non inscrite           |       |          |
| 1964  | Non inscrite | 1992 | Non inscrite      | 2019     | Tour préliminaire      |       |          |
| 1968  | Non inscrite | 1996 | Non inscrite      | 2023     | Tour préliminaire      |       |          |
| 1972  | Non inscrite | 2000 | Non inscrite      | 2027     | Éliminatoires en cours |       |          |
| 1976  | Non inscrite | 2004 | Tour préliminaire |          |                        |       |          |
| 1980  | Non inscrite | 2007 | Non inscrite      |          |                        |       |          |

### Parcours enTiger Cup
- 2002 : Non inscrit
- 2004 : 1er tour
- 2007 : Tour préliminaire
- 2008 : Tour préliminaire
- 2010 : Tour préliminaire
- 2012 : Tour préliminaire
- 2014 : Tour préliminaire
- 2016 : Tour préliminaire
- 2018 : 1er tour
- 2021 : 1er tour
- 2022 : Tour préliminaire
- 2024 : 1er tour